# 2439 Ulugbek
2439 Ulugbek este un asteroid din centura principală, descoperit pe 21 august 1977, de Nikolai Cernîh.